# Leon III
Leon III xứ Isauria còn gọi là người Syria (Hy Lạp: Λέων Γ΄ ὁ Ἴσαυρος, Leōn III ho Isauros), (685 – 18 tháng 6 741) là Hoàng đế Đông La Mã từ năm 717 cho đến khi ông qua đời năm 741. Ông là người đã đặt dấu chấm hết cho một thời kỳ bất ổn, bảo vệ thành công đế chế chống lại cuộc xâm lược của triều Umayyad và ngăn cấm sự tôn kính tượng thánh.

## Tiểu sử

### Thuở ban đầu

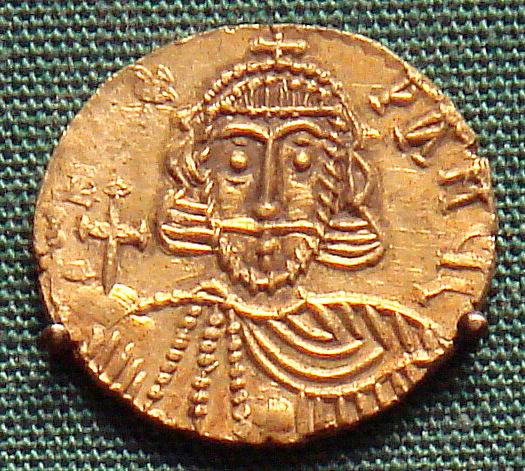
Mặt đáy đồng xu vàng solidus của Leon III, được đúc tại Roma.

Leon lúc đầu có tên là Konon, sinh ra ở Germanikeia tại tỉnh Syria của Commagene (nay là Kahramanmaraş thuộc Thổ Nhĩ Kỳ). Một số người, bao gồm cả nhà sử học biên niên Đông La Mã Theophanes tuyên bố rằng gia đình của Konon đã được tái định cư ở Thracia, nơi ông từng phụng sự dưới triều Hoàng đế Justinianos II khi về sau tiến vào Constantinopolis với đạo quân 100.000 kỵ binh do vua Tervel của Bulgaria chu cấp vào năm 705.
Sau chiến thắng của Justinianos II, Leon được phái đi thực hiện một sứ mệnh ngoại giao ở Alania và Lazica để tổ chức một liên minh chống lại vương triều Umayyad dưới thời Al-Walid I. Leon còn được Hoàng đế Anastasios II bổ nhiệm làm chỉ huy (stratēgos) của Anatolic thema (tỉnh thời xưa). Trong việc phế truất này Leon cùng tham gia với đồng liêu Artabasdos, stratēgos của Armeniac thema nhằm mưu việc lật đổ hoàng đế mới Theodosios III. Artabasdos đã đính hôn với Anna, con gái của Leon như một phần của thỏa thuận giữa đôi bên.

### Vây hãm Constantinopolis
Leon tiến quân vào Constantinopolis ngày 25 tháng 3 năm 717 và buộc Theodosios III phải thoái vị, trở thành hoàng đế lấy hiệu là Leon III. Vị hoàng đế mới ngay lập tức bị buộc phải tham dự vào cuộc vây hãm Constantinopolis lần thứ hai của người Ả Rập mở đầu vào tháng 8 cùng năm. Người Ả Rập là lực lượng của Umayyad do Caliph Sulayman ibn Abd al-Malik gửi tới và phục vụ dưới quyền hoàng đệ Maslama ibn Abd al-Malik. Họ lợi dụng sự bất hòa nội bộ trong Đế quốc Đông La Mã để huy động một đạo quân gồm 80.000 đến 150.000 người và một hạm đội lớn đến eo biển Bosphorus.
Chuẩn bị cẩn thận, bắt đầu ba năm trước dưới thời Anastasios II, và cuộc kháng cự ngoan cường do Leon tung ra nhằm làm kiệt quệ những kẻ xâm lược. Một yếu tố quan trọng trong chiến thắng của Đông La Mã là việc họ sử dụng ngọn lửa Hy Lạp. Quân Ả Rập cũng trở thành nạn nhân của viện binh Bulgaria tới trợ giúp Đông La Mã. Leon bèn liên minh với người Bulgaria nhưng nhà sử học biên niên Theophanes Confessor thì chưa dám chắc chắn nếu họ vẫn còn phục vụ dưới thời Tervel hoặc người thừa kế cuối cùng của ông là Kormesiy của Bulgaria.
Không thể tiếp tục bao vây khi đối mặt với sự tấn công dữ dội từ Bulgaria, những bức tường thành kiên cố của Constantinopolis và lương thực dự trữ gần cạn kiệt, đã khiến cho quân Ả Rập buộc phải từ bỏ cuộc bao vây vào tháng 8 năm 718 sau hơn 12 tháng vây thành. Bản thân Sulayman đã qua đời năm trước và người kế nhiệm ông là Umar II chẳng muốn tiến hành bất kỳ cuộc vây hãm nào nữa.

### Xây dựng chính quyền

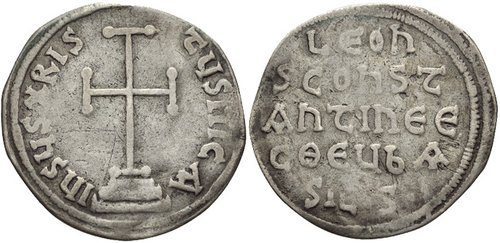
Ví dụ về đồng xu bạc miliaresion, do Leon III đúc lần đầu để kỷ niệm lễ đăng quang của con trai ông là Konstantinos V, làm đồng hoàng đế vào năm 720.

Để giữ cho đế chế tránh khỏi sự diệt vong, Leon tiếp tục củng cố chính quyền của mình, mà trong các năm trước dưới thời kỳ đại hỗn loạn đã trở nên hoàn toàn vô tổ chức. Năm 718 hoàng đế đàn áp một cuộc nổi loạn ở Sicilia và sang năm 719 cũng làm như vậy thay mặt cho vị Hoàng đế bị phế truất Anastasios II.
Leon còn ra sức củng cố tuyến biên giới của đế chế bằng cách mời người định cư Slav vào các vùng đất có dân số bị sụt giảm và nhờ đó việc khôi phục quân đội đã có hiệu lực; khi Umayyad cho nối lại cuộc xâm lược của họ vào các năm 726 và 739, như một phần của chiến dịch của Hisham ibn Abd al-Malik, quân Ả Rập đã bị đánh bại một cách dứt khoát, đặc biệt là ở Akroinon vào năm 740. Nỗ lực quân sự của ông còn được bổ sung bằng các liên minh của mình với người Khazar và Gruzia.
Leon đã tiến hành một loạt các cuộc cải cách dân sự bao gồm việc bãi bỏ hệ thống trả trước thuế vốn đã tạo thêm gánh nặng lên những chủ sở hữu giàu có hơn, đưa nông nô lên thành một tầng lớp tá điền tự do và sửa đổi luật gia đình, luật hàng hải và luật hình sự, đặc biệt là thay thế hình phạt tùng xẻo bằng án tử hình trong nhiều trường hợp. Các biện pháp mới đều được thể hiện trong một bộ luật mới được gọi là Ecloga (Tuyển Lựa), xuất bản năm 726, đã vấp phải một số phản đối từ phía giới quý tộc và giáo sĩ cao cấp. Hoàng đế cũng đã tiến hành một số tái tổ chức cơ cấu các tỉnh thành (gọi là thema) bằng cách tạo ra themata mới trong khu vực Aegea.

### Bài trừ thánh tượng
Những cải cách lập pháp nổi bật nhất của Leo là việc giải quyết vấn đề tôn giáo, đặc biệt là bài trừ thánh tượng ("đả phá ngẫu tượng," do đó một người theo tín ngưỡng đả phá thánh tượng là một "kẻ phá tượng thánh"). Sau một nỗ lực dường như thành công để thực thi lễ rửa tội cho tất cả người Do Thái và những kẻ theo tà thuyết Montanism trong đế chế vào năm 722, ông còn ban hành một loạt các sắc lệnh chống lại sự thờ phượng ngẫu tượng từ năm 726–729. Sự cấm đoán một tục lệ vốn đã được sử dụng trong nhiều thế kỷ dường như lấy cảm hứng từ một mong muốn chân thật nhằm cải thiện đạo đức cho dân chúng, và đã nhận được sự ủng hộ của tầng lớp quý tộc chính thức và một phần trong hàng ngũ giáo sĩ. Đa số các nhà thần học và tất cả tu sĩ đều phản đối những biện pháp này với sự thù địch kiên quyết, và người dân ở phần phía tây của đế chế thì lại từ chối tuân theo sắc lệnh.
Một cuộc nổi dậy nổ ra ở Hy Lạp, chủ yếu trên cơ sở tôn giáo trong phút chốc đã bị hạm đội triều đình dẹp tan vào năm 727. Năm 730, Thượng phụ Germanos I thành Constantinopolis đã từ chức còn hơn là tán thành theo chiếu chỉ bài trừ thánh tượng. Leon đã thay thế ông bằng Anastasios, người sẵn sàng đứng về phía Hoàng đế về vấn đề ngẫu tượng. Vì vậy mà Leon càng tăng cường đàn áp phe đối lập công khai ở thủ đô.
Tại bán đảo Ý, thái độ thách thức của Giáo hoàng Gregory II và Gregory III thay mặt phái tôn thờ thánh tượng dẫn đến một cuộc tranh cãi gay gắt với Hoàng đế. Những công đồng được triệu tập trước đây tại Roma để tống cổ ra khỏi Giáo hội và rút phép thông công phái bài trừ thánh tượng vào các năm 730 và 732; năm 740 Leon đã trả đũa bằng cách chuyển miền Nam nước Ý và Illyricum từ các giáo phận của Giáo hoàng vào tay Thượng phụ Constantinopolis. Cuộc đấu tranh còn kèm theo một sự bạo động vũ trang ở Trấn khu Ravenna vào năm 727, mà Leon cuối cùng phải cố gắng chinh phục bằng một hạm đội lớn. Nhưng một cơn báo đột ngột xuất hiện đã phá hủy đống vũ khi trên tàu đã quyết định kết quả không đứng về phía ông; những thần dân miền nam nước Ý đã thành công trong việc không tuân theo chiếu chỉ tôn giáo của hoàng đế, và Trấn khu Ravenna đã tách ra khỏi đế chế một cách đầy hiệu quả. Do những biến cố dồn dập đó đã góp phần hủy hoại sức khỏe của hoàng đế, đến nỗi lâm bệnh rồi qua đời vì chứng phù thũng vào ngày 18 tháng 6 năm 741.

## Gia đình
Với hoàng hậu Maria, Leon III có tới bốn người con gồm:
- Anna, sau gả cho Artabasdos.
- Konstantinos V, sau kế vị hoàng đế.
- Irene
- Kosmo